# Río Dhahab
El río Dhahab (en árabe: وادي الذهب, Wadi ad-Dhahab «Río de Oro»), también conocido en el medievo como río Buṭnān (en árabe: نهر الذهب‎), es un río intermitente en el norte de Siria.
El río está localizado en la meseta de Alepo, en la parte oriental de la Gobernación de Alepo (a 30 km de Aleppo). Nace en las tierras altas del norte de Bāb y fluye de norte a sur aproximadamente 50 km hasta llegar al Lago Jabbūl.
Dos diques han sido construidos en el río, el dique 'Um-Julūd y el dique Shabā'. Recientemente se están reconduciendo aguas del Éufrates para regar el valle del Dhahab. Las ciudades más importantes en el valle son Bāb, Bzāʻā y Tādif.